# Araquel de Tabriz
Araquel de Tabriz (em armênio/arménio: Առաքել Դաւրիժեցի; década de 1590–1670) foi um historiador e clérigo armênio do século XVII de Tabriz. Sua História é uma fonte importante e confiável para as histórias dos Impérios Safávida e Otomano, Armênia, Azerbaijão e Geórgia para o período de 1602-1662.

## Vida
Araquel nasceu em Tabriz (chamado Davreje no armênio da época) na década de 1590. Recebeu seu treinamento teológico no seminário em Echemiazim, a sede da Igreja Apostólica Armênia, onde foi ordenado vardapetes (padre celibatário/arquimandrita). Em 1636, foi nomeado abade do Mosteiro de São João, cargo que ocupou por um ano antes de retornar a Echemiazim․ Mais tarde, foi enviado em várias missões para Ispaã, Amásia, Sivas, Urfa, Alepo, Jerusalém e Atenas como núncio do católico Filipe.
Em 1662, completou sua História, também conhecida como o Livro das Histórias (Girk’ Patmut’eants’), uma obra única sobre a história da Armênia e países e povos adjacentes no século XVII. Testemunhou muitos eventos e os descreveu no livro. Notavelmente, sua obra contém um relato da deportação em massa de armênios sob o xá safávida Abas, o Grande (r. 1588–1629). Foi o primeiro historiador armênio cuja obra foi impressa. Em 1669, seu Livro de Histórias foi publicado em Amesterdã. Morreu em 1670 em Echemiazim e foi enterrado, como desejava, no cemitério da irmandade no mosteiro de Echemiazim.